# دانشگاه اندیجینا د ونزوئلا
دانشگاه اندیجینا د ونزوئلا (به اسپانیایی: Universidad Indígena de Venezuela) یک دانشگاه در ونزوئلا است که در سیوداد بولیوار واقع شده‌است.